# Туркменские каменоломни
Туркменские каменоломни, Гадючьи каменоломни, Смерть Фашистским оккупантам — горные выработки известняка закрытого типа на Керченском полуострове, расположены в центральной части хребта Змеиный, к северу от лётного поля аэропорта Керчь.

## Описание
Относятся к Керченско-Салынской синклинали, находятся на северном крыле мульды.
Первое историческое название получили на ныне исчезнувшей деревни Туркмен. По «…Памятной книжке Таврической губернии на 1902 год» на хуторе Туркмень, входившем в Ново-Александровское сельское общество, числилось 62 жителя, домохозяйств не имеющих (вероятно шахтёров каменоломен). Второе название Смерть Фашистским оккупантам каменоломни получили по крупной надписи, высеченной над входом в годы Великой Отечественной войны. Надпись хорошо читаема до наших дней.

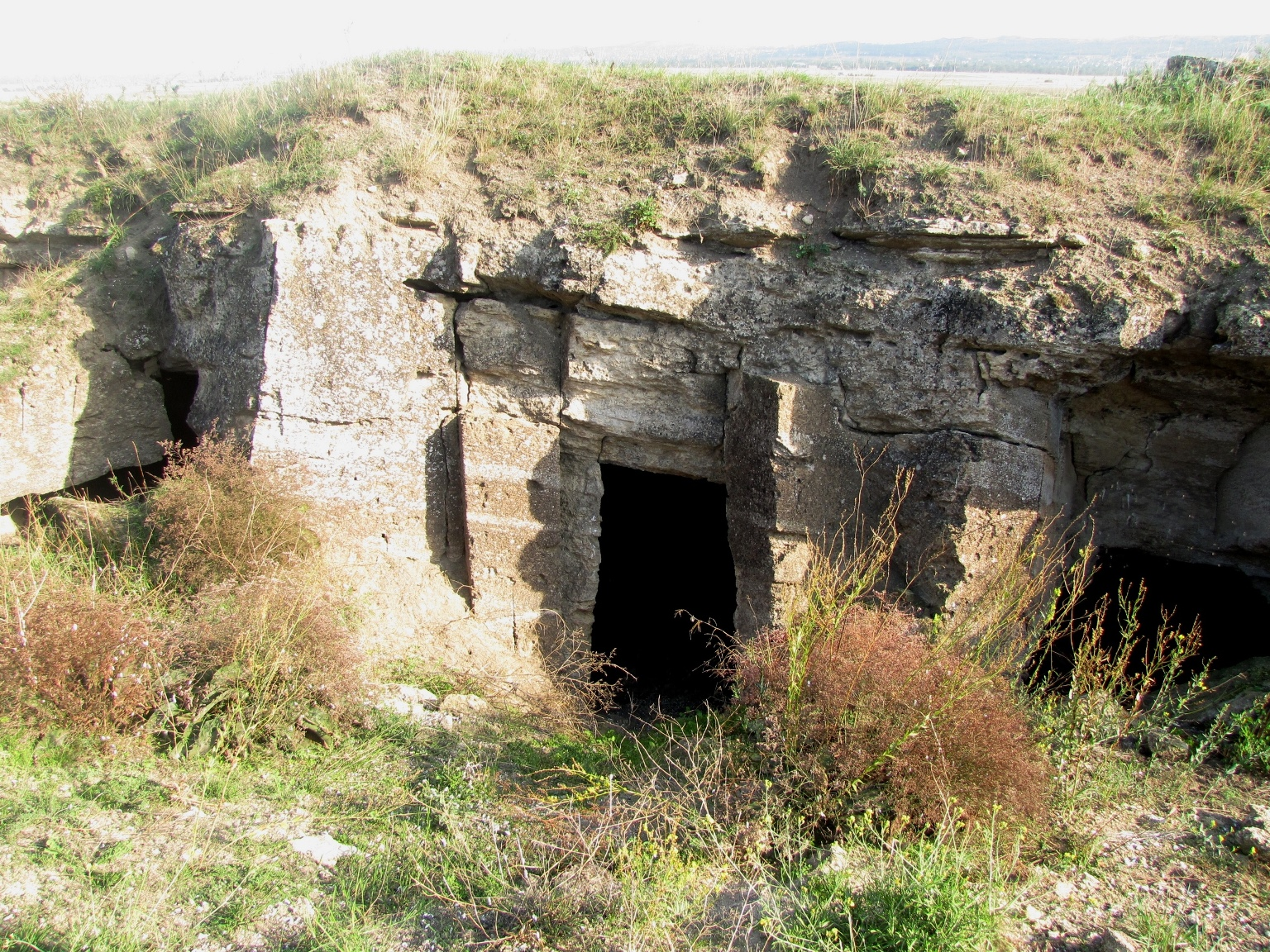
Входы
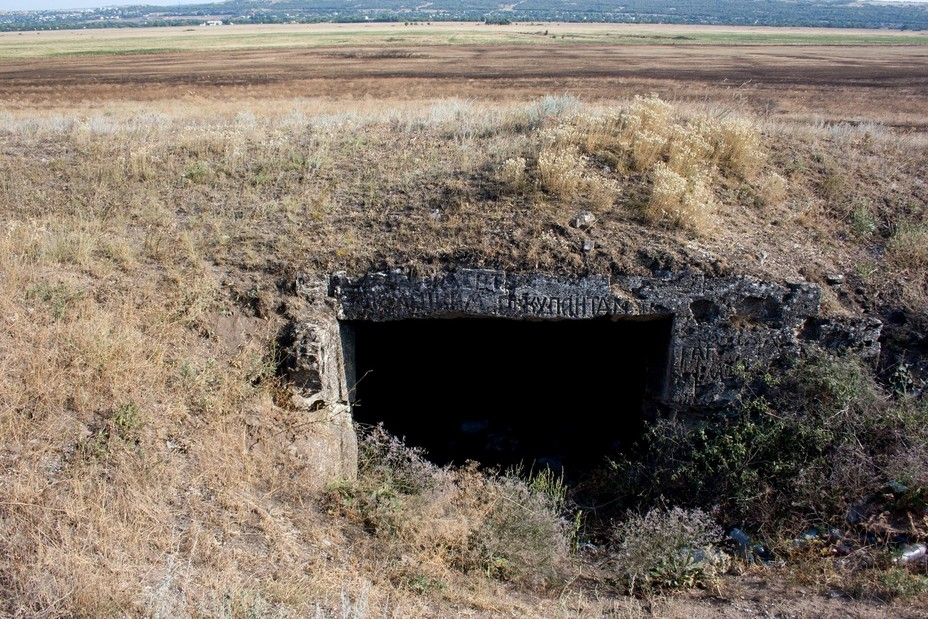
Надпись Смерть фашистским оккупантам над входом
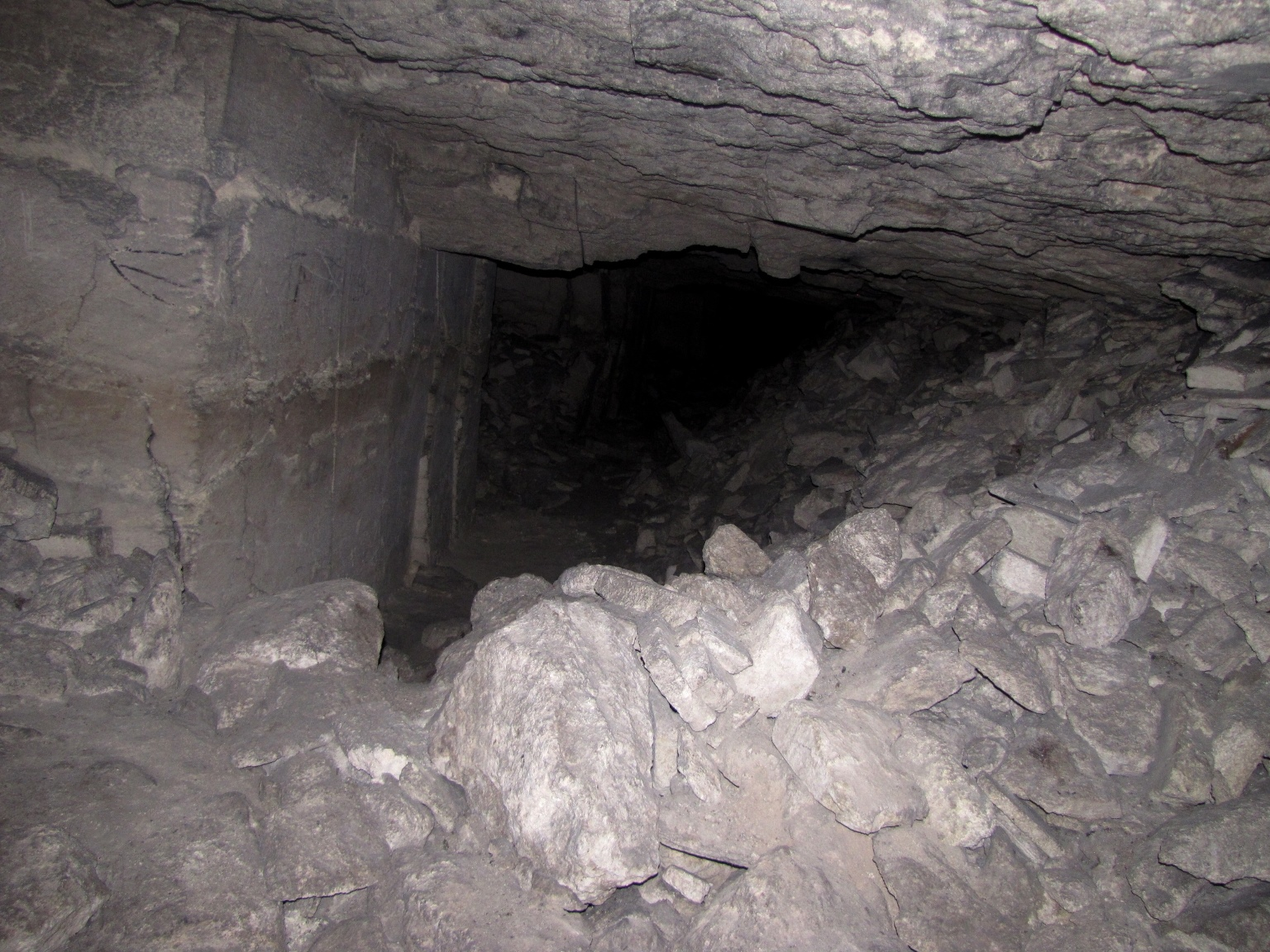
Выработки
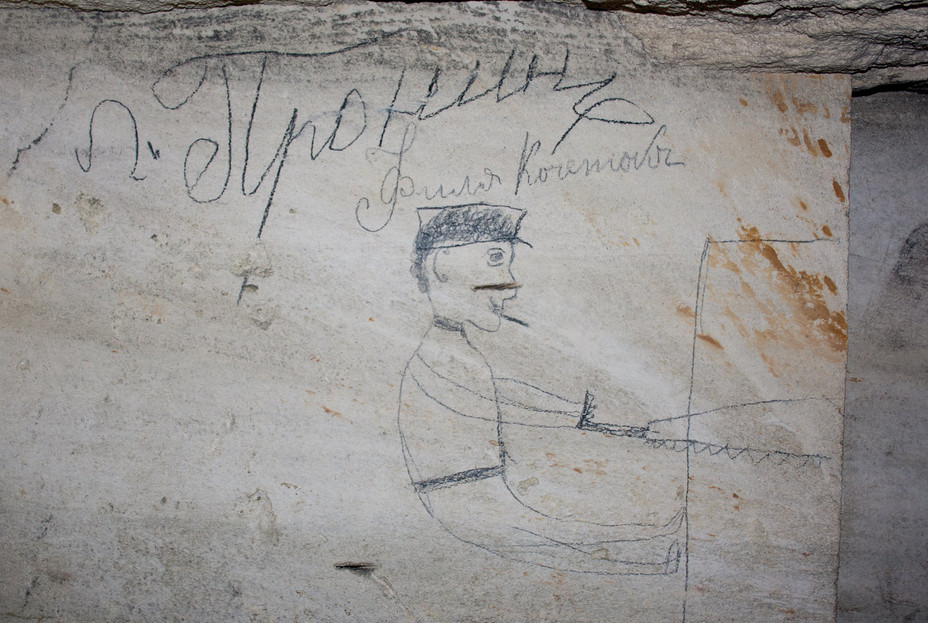
Граффити шахтёров
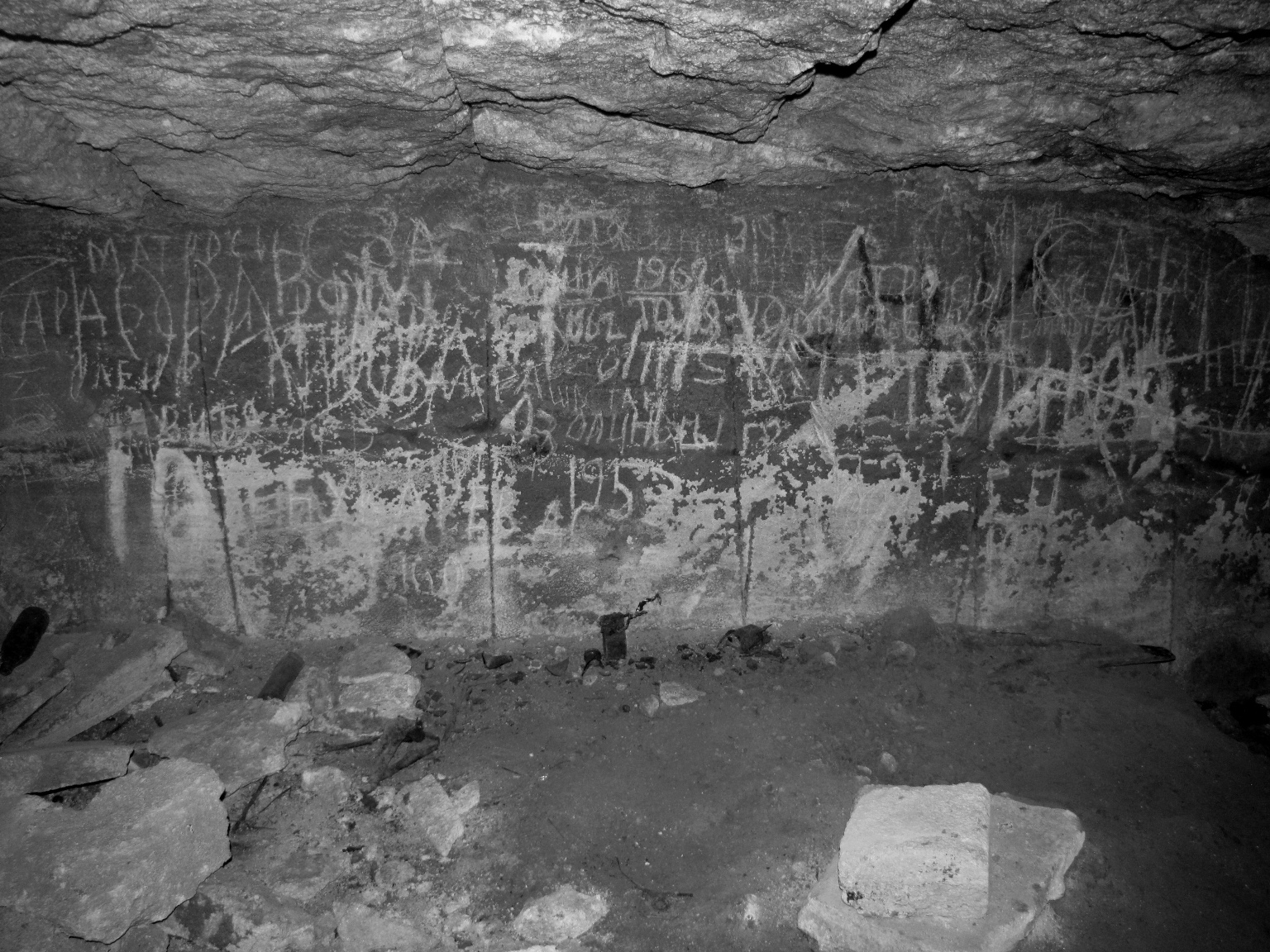
Поздние граффити

### Туркменская-1 (Большая Гадючья).
Привходовая часть выработки дореволюционная, глубже проходка 1930-х годов, выполненная пильным способом. Длина ходов составляет 2740 м. Незначительное распространение вглубь массива, около 40-50 м, связано со значительным уклоном пласта и периодической полной затопляемостью нижних штреков грунтовыми водами. В выработках много обломочного материала. Выработки уходят под лётное поле аэропорта. Сохранилось много граффити времени разработки, которые датируются началом ХХ в.

### Туркменская-2 (Малая Гадючья).
Длина всего около 55 м Вход в настоящее врем я засыпан. Время разработки относится к концу ХIХ — началу ХХ вв.
В настоящее время в связи с разрушением породы и большим числом обвалов посещение каменоломен неподготовленными экскурсантами представляет опасность.